# Éva Szűcs
Éva Szűcs (* 11. Januar 1934 in Szend) ist eine ungarische Badmintonspielerin. 

## Karriere
Éva Szűcs wurde 1963 erstmals ungarische Meisterin, wobei sie im Dameneinzel erfolgreich war. Ein weiterer Titelgewinn folgte 1964 im Doppel. Mit der Mannschaft war sie 1964 und 1965 erfolgreich. Bronze gewann sie 1963 im Doppel und 1964 im Einzel.

## Sportliche Erfolge
| Saison | Veranstaltung                    | Disziplin   | Platz | Name                    |
| ------ | -------------------------------- | ----------- | ----- | ----------------------- |
| 1963   | Ungarn: Einzelmeisterschaften    | Dameneinzel | 1     | Éva Szűcs               |
| 1963   | Ungarn: Einzelmeisterschaften    | Damendoppel | 2     | Éva Szűcs / ?           |
| 1964   | Ungarn: Einzelmeisterschaften    | Damendoppel | 1     | Éva Szűcs / Éva Schmitt |
| 1964   | Ungarn: Mannschaftsmeisterschaft | Mannschaft  | 1     | ÉVITERV SC              |
| 1965   | Ungarn: Mannschaftsmeisterschaft | Mannschaft  | 1     | ÉVITERV SC              |

## Referenzen
- Ki kicsoda a magyar sportéletben? Band 3 (S–Z). Szekszárd, Babits Kiadó, 1995. ISBN 963-495-014-0

| Personendaten    | Personendaten                 |
| ---------------- | ----------------------------- |
| NAME             | Szűcs, Éva                    |
| KURZBESCHREIBUNG | ungarische Badmintonspielerin |
| GEBURTSDATUM     | 11. Januar 1934               |
| GEBURTSORT       | Szend                         |